# Cardona (Rizal)
Cardona é um município de  terceira classe de renda municipal (d) na província Rizal, nas Filipinas. De acordo com o censo de 1 de maio  de  2020 possui uma população de 50 143 pessoas e 12 365 domicílios.